# كانتون سانتا إيلينا
كانتون سانتا إيلينا (بالإنجليزية: Santa Elena Canton)‏ هو كانتون في الإكوادور، يتبع مقاطعة سانتا إيلينا، عاصمته سانتا إيلينا.